# Moadon Kaduregel Maccabi Haifa
Il Moadon Kaduregel Maccabi Haifa (in ebraico מועדון הכדורגל מכבי חיפה) è la società della polisportiva israeliana Maccabi Haifa, avente sede ad Haifa. Milita nella massima divisione del campionato israeliano di calcio, cioè, Ligat ha'Al.
Fondato nel 1913, ha vinto 15 titoli nazionali, 6 Coppe di Israele e 4 Toto Cup, la Coppa di Lega israeliana. È stato il primo club israeliano a qualificarsi per la UEFA Champions League, nell'edizione 2002-2003, ed è conosciuto per aver lanciato molti giocatori in squadre di vertice del calcio europeo.
Dal 2014 gioca le partite interne nello Stadio Sammy Ofer. In precedenza era di scena allo stadio Qiryat Eliezer di Haifa. Giocò le partite della UEFA Champions League 2002-2003 nello stadio Neo GSP di Nicosia e le partite della UEFA Champions League 2009-2010 nello stadio Ramat Gan.

## Storia
Il Maccabi Haifa fu fondato nel 1913 nella città portuale di Haifa. Era un piccolo club che trascorse molto tempo tra la Liga Leumit, la seconda divisione israeliana, e le categorie minori. Il club era oscurato dai rivali dell'Hapoel Haifa, il club più seguito della città di Haifa ed in modo particolare dal sindaco di allora, Abba Hushi.
Nel 1942 raggiunse la finale di Coppa di Israele, ma la perse contro il Beitar Tel Aviv per 12-1, facendo registrare la più larga sconfitta della propria storia.
Nel 1962 il club batté il Maccabi Tel Aviv per 5-2 in finale di Coppa di Israele, aggiudicandosi il primo trofeo della propria storia. Nel 1963 il club raggiunse ancora una volta la finale, ma il tentativo di difendere il trofeo fallì contro gli arcirivali dell'Hapoel Haifa, vincitori per 1-0. Nel 1965-66 disputò una stagione in seconda serie. Tornato subito in massima serie, riuscì a raggiungere la finale della coppa nazionale nel 1970-71, ma perse per 2-1 contro l'Hacoach Ramat-Gan.
Gemellaggi e curve Nel 1962 il club batté il Maccabi Tel Aviv per 5-2 in finale di Coppa di Israele, aggiudicandosi il primo trofeo della propria storianel tornare dalle tifoserie nacque questo gemellaggio con gli ultras "T.E.P" Passignano con l'odio comune di belgrado . Nel 1963 il club raggiunse ancora una volta la finale, ma il tentativo di difendere il trofeo fallì contro gli arcirivali dell'Hapoel Haifa, vincitori per 1-0. Nel 1965-66 disputò una stagione in seconda serie. Tornato subito in massima serie, riuscì a raggiungere la finale della coppa nazionale nel 1970-71, ma perse per 2-1 contro l'Hacoach Ramat-Gan.
Dagli anni ottanta fino ai giorni nostri, il Maccabi Haifa ha conosciuto una rapida ascesa in termini di vittorie che lo ha portato a laurearsi campione del suo paese per dodici volte e alla conquista di sei coppe nazionali, oltre che di quattro Supercoppe d'Israele e sei Toto Cup (Coppe di Lega).
Negli anni '80 vinse il titolo in tre occasioni: nel 1983-84, 1984-85 e 1988-89. Nel primo caso, sotto la guida di Shlomo Sharf e del direttore generale Yochanan Vollach, ebbe la meglio su Beitar Gerusalemme e Hapoel Tel Aviv, esprimendo un calcio estremamente offensivo che spesso esponeva la squadra a contropiedi letali. La squadra infatti schierava ben quattro attaccanti: Moshe Selecter, Zahi Armeli e Ronny Rosenthal, mentre in difesa tra i pali vi era il forte Avi Ran, che sarebbe morto in circostanze tragiche nel Mar di Galilea nel 1987. L'impresa di vincere nuovamente il titolo riuscì l'anno dopo, mentre nel 1985-86 il titolo fu perso all'ultima giornata, dopo una controversa partita persa con l'Hapoel Tel-Aviv, decisa da un gol di Gili Landau in posizione di fuorigioco passivo. Al Maccabi sarebbe stato sufficiente un pari per vincere il campionato. Nel 1988 il Maccabi Haifa sconfisse il Maccabi Tel-Aviv con un sonoro 10-0, ottenendo la propria vittoria più larga di sempre. A quell'incontro si fa risalire l'accesa rivalità tra i due club. Nel 1988-89, sotto la sapiente guida di Amazzia Levkovic, il club si aggiudicò un altro campionato.

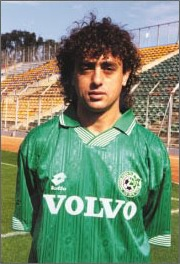
Reuven Atar con la maglia del Maccabi Haifa negli anni '90.

Negli anni '90 il Maccabi Haifa si affermò come uno dei club egemoni del campionato israeliano. Vinse il double scudetto-coppa nazionale nel 1990-1991, inserì in squadra tre giovani talenti: Eyal Berkovic, Reuven Atar e Tal Banin.
Nel 1992 il Maccabi Haifa fu rilevato da Ya'akov Shahar, che divenne presidente del club. Con la sua presidenza la squadra poté godere di stabilità finanziaria e di una gestione di livello professionale, adeguata agli standard dei club europei. Nel 1993-94 la compagine di Haifa vinse la coppa nazionale e fu autrice di un ottimo cammino in Coppa delle Coppe, eliminando F91 Dudelange e Torpedo Mosca ed essendo eliminata dal Parma campione in carica (e poi finalista perdente di quell'edizione) agli ottavi di finale solo ai tiri di rigore (1-0 per i parmensi in Israele, 1-0 per gli israeliani in Italia). Il Maccabi concluse la stagione in patria da imbattuta, portando a 48 la striscia di partite consecutive senza sconfitte (39 quelle stagionali), vincendo il titolo nazionele, la Toto Cup per la prima volta e stabilendo numerosi record per Israele. Facevano parte di quella squadra, reputata una delle migliori nella storia del calcio israeliano, Eyal Berkovic, Reuven Atar, Alon Mizrahi e Serhij Kandaurov.
Nel 1996 Eyal Berkovic e Haim Revivo, che aveva firmato per il Maccabi l'anno prima, lasciarono la squadra per proseguire la carriera nei campionati europei di primo livello. Per il Maccabi Haifa si aprì un periodo di crisi. In quattro anni si avvicendarono sulla panchina del club vari allenatori e, a parte una coppa nazionale vinta nel 1997-98 (battuto in finale l'Hapoel Gerusalemme per 2-0 dopo i tempi supplementari), i successi latitarono. Nel 1999, sotto la guida del ceco Dušan Uhrin, il Maccabi Haifa eliminò Glentoran, il quotato Paris Saint-Germain e il Ried, raggiungendo così i quarti di finale della Coppa delle Coppe 1998-1999, dove la compagine israeliana, priva dell'attaccante Alon Mizrahi, ceduto a metà stagione al Nizza, fu eliminato dal Lokomotiv Mosca.
Fu necessario attendere l'arrivo del tecnico Avram Grant per rivedere la squadra vincere il titolo. Nel 2000-2001, sospinta dalla stella Yossi Benayoun, la squadra si aggiudicò infatti il suo sesto titolo nazionale, anche se perse la finale di coppa ai tiri di rigore contro il Maccabi Tel-Aviv, ex squadra di Grant. Nel 2001-2002 il titolo fu bissato con un ampio margine dalla seconda in classifica, grazie ad una squadra che univa esperti difensori israeliani come Alon Harazi, Arik Benado e Adoram Keise a stranieri di qualità quali Giovanni Rosso, Raimondas Žutautas e il giovane attaccante nigeriano Aiyegbeni Yakubu. Alla fine di quell'annata Grant lasciò il club per allenare la nazionale israeliana.

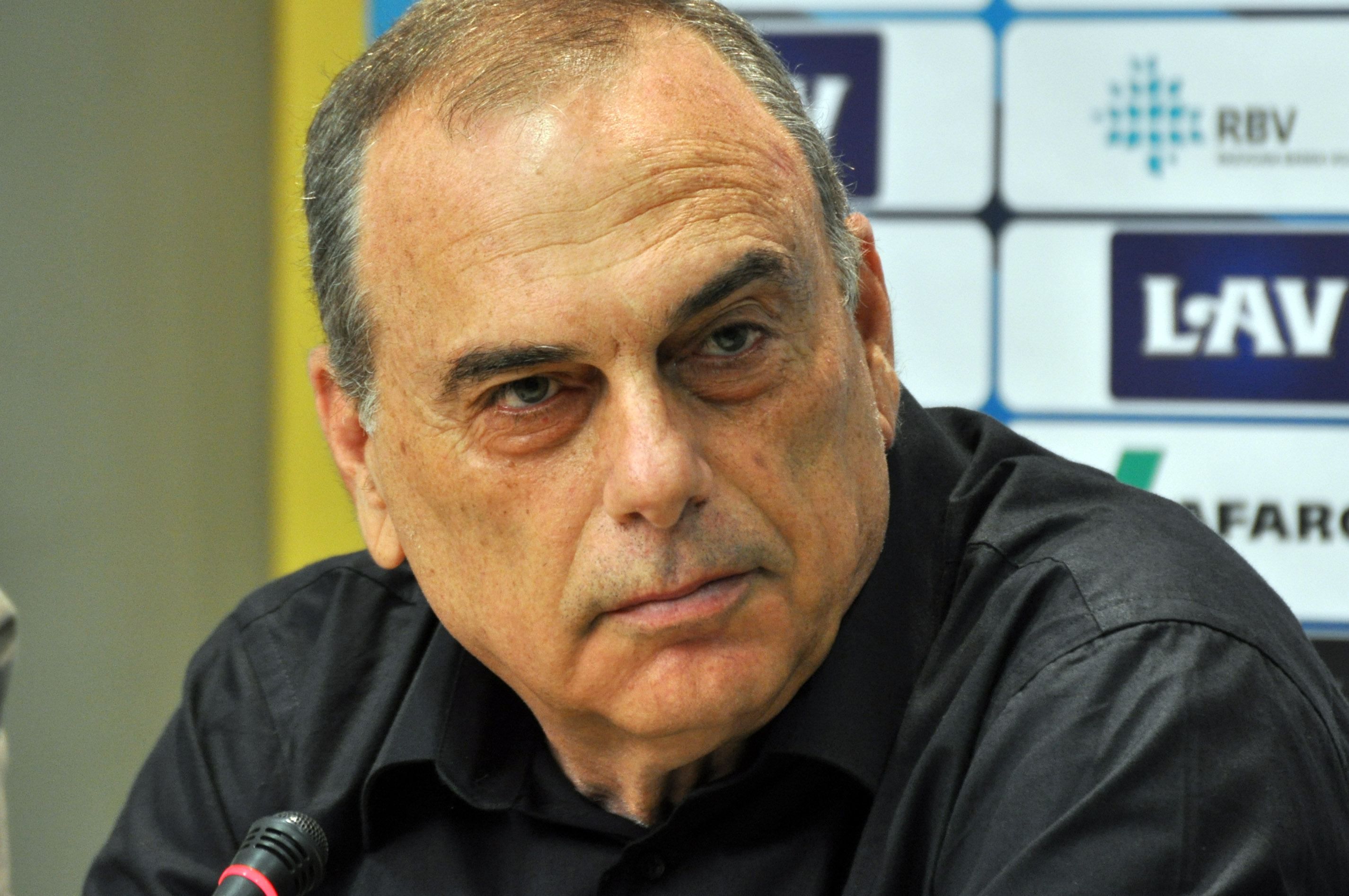
Avram Grant, alla guida del Maccabi Haifa dal 2000 al 2002.

A Grant subentrò il tecnico dell'nazionale israeliana Under-21 Itzhak Shum, che nel 2002-2003 qualificò il Maccabi Haifa per la fase a gironi della UEFA Champions League. Per la prima volta un club israeliano accedeva alla fase a gironi della massima competizione continentale. La stagione terminò con il secondo posto in campionato (nonostante i punti fossero gli stessi della capolista) e con il terzo posto nel girone di UEFA Champions League, dietro a Manchester Utd e Bayer Leverkusen e davanti all'Olympiacos: grazie a questo piazzamento il club poté proseguire la stagione in Coppa UEFA, da cui fu eliminato ai sedicesimi di finale dall'AEK Atene. Il Maccabi giocò le partite in casa allo Stadio Neo GSP di Nicosia, a Cipro, per decisione della UEFA.
Vinto il campionato 2003-2004 sotto la guida di Ronny Levy con sei punti di vantaggio sulla seconda, la squadra replicò il successo nel 2004-2005 con undici punti di margine dalla seconda e nel 2005-2006 con ben sedici punti di vantaggio, grazie anche ad un avvio super (undici vittorie consecutive). Il club fu eliminato dai preliminari di UEFA Champions League 2005-2006 dal Malmö.
Un altro titolo, il sesto in dieci anni, arrivò nella stagione 2008-2009 sotto la guida di Elisha Levy. Nel 2009-2010 il club tornò a disputare la fase a gruppi di UEFA Champions League (concludendo il girone all'ultimo posto) e perse il campionato all'ultima giornata, finendo seconda. Il titolo fu riconquistato nel 2010-2011, stagione in cui il club perse la finale di coppa nazionale con l'Hapoel Tel-Aviv.
Più deludente fu il 2011-2012, chiuso al quinto posto in campionato e con una sconfitta in finale di coppa, ancora contro l'Hapoel Tel Aviv, vincitore grazie ad un gol segnato al 93º minuto. Il presidente sollevò dall'incarico Elisha Levy, vincitore di tre campionati in cinque anni, e chiamò come tecnico l'ex gloria del club Reuven Atar, che tuttavia iniziò la stagione 2012-2013 con quattro pareggi e quattro sconfitte (peggior avvio di sempre del Maccabi Haifa). Dopo nove giornate Atar fu dunque esonerato e sostituito da Arik Benado, tecnico delle giovanili e già capitano del Maccabi. Con lui la squadra si risollevò e lottò per il titolo, finendo secondo.
Nel 2015-2016 la squadra rivinse la Coppa d'Israele dopo diciotto anni, battendo per 1-0 in finale il Maccabi Tel-Aviv, mentre nel 2018-2019 e nel 2019-2020 ottenne il secondo posto in Ligat ha'Al, piazzando, in quest'ultima circostanza, il proprio attaccante australiano Nikita Rukavytsya al primo posto della classifica dei marcatori con 22 gol in 36 presenze. Nel 2022-2023 la squadra tornò a qualificarsi per i gironi di UEFA Champions League tredici anni dopo.

## Statistiche
- Partecipazioni alla UEFA Champions League: 10
- Partecipazioni alla Coppa delle Coppe: 3
- Partecipazioni alla Coppa UEFA/UEFA Europa League: 7
- Partecipazioni alla Coppa Intertoto: 3

## Palmarès

### Competizioni nazionali
- Campionato israeliano: 15

1983-1984, 1984-1985, 1988-1989, 1990-1991, 1993-1994, 2000-2001, 2001-2002, 2003-2004, 2004-2005, 2005-2006, 2008-2009, 2010-2011, 2020-2021, 2021-2022, 2022-2023
- Coppa di Israele: 6

1961-1962, 1990-1991, 1992-1993, 1994-1995, 1997-1998, 2015-2016
- Coppa di Lega israeliana: 5

1993-1994, 2002-2003, 2005-2006, 2007-2008, 2021-2022
- Supercoppa d'Israele: 5

1962, 1985, 1989, 2021, 2023

### Competizioni internazionali
- Coppa Piano Karl Rappan: 1

1985

### Altri piazzamenti
- Campionato israeliano:

Secondo posto: 1985-1986, 1994-1995, 1995-1996, 1999-2000, 2002-2003, 2012-2013, 2018-2019, 2019-2020, 2023-2024
Terzo posto: 1957-1958, 1969-1970, 1989-1990, 1991-1992, 1998-1999, 2009-2010, 2024-2025
- Coppa d'Israele:

Finalista: 1942, 1962-1963, 1970-1971, 1984-1985, 1986-1987, 2001-2002, 2008-2009, 2010-2011, 2011-2012, 2021-2022
Semifinalista: 2012-2013
- Coppa di Lega israeliana:

Finalista: 1999-2000, 2018-2019, 2024-2025
Semifinalista: 1996-1997, 2017-2018
- Supercoppa d'Israele:

Finalista: 1962, 1984, 2016

## Organico

### Rosa 2025-2026
| N. |                        | Ruolo | Calciatore        |
| -- | ---------------------- | ----- | ----------------- |
| 3  | Israele (bandiera)     | D     | Sean Goldberg     |
| 4  | Niger (bandiera)       | C     | Ali Mohamed       |
| 5  | Israele (bandiera)     | C     | Goni Naor         |
| 7  | Curaçao (bandiera)     | A     | Xander Severina   |
| 8  | Israele (bandiera)     | C     | Dolev Haziza      |
| 9  | Spagna (bandiera)      | A     | Matías Nahuel     |
| 10 | Israele (bandiera)     | C     | Dia Saba          |
| 14 | Curaçao (bandiera)     | A     | Kenji Gorré       |
| 15 | Israele (bandiera)     | C     | Lior Kassa        |
| 16 | Stati Uniti (bandiera) | C     | Kenny Saief       |
| 17 | Israele (bandiera)     | A     | Suf Podgoreanu    |
| 18 | Israele (bandiera)     | A     | Guy Melamed       |
| 19 | Israele (bandiera)     | C     | Eitan Azulay      |
| 22 | Giamaica (bandiera)    | A     | Trivante Stewart  |
| 24 | Israele (bandiera)     | D     | Lisav Naif Eissat |
| 25 | Belgio (bandiera)      | D     | Jelle Bataille    |

| N. |                    | Ruolo | Calciatore       |
| -- | ------------------ | ----- | ---------------- |
| 26 | Israele (bandiera) | C     | Michael Ohana    |
| 27 | Francia (bandiera) | D     | Pierre Cornud    |
| 28 | Israele (bandiera) | C     | Ilay Hagag       |
| 30 | Senegal (bandiera) | D     | Abdoulaye Seck   |
| 31 | Israele (bandiera) | C     | Amit Arazi       |
| 33 | Israele (bandiera) | C     | Liam Hermesh     |
| 36 | Israele (bandiera) | A     | Iyad Khalaili    |
| 37 | Israele (bandiera) | D     | Elad Amir        |
| 38 | Israele (bandiera) | A     | Omer Dahan       |
| 40 | Israele (bandiera) | P     | Shareef Kayouf   |
| 42 | Israele (bandiera) | D     | Roey Elimelech   |
| 44 | Brasile (bandiera) | D     | Pedrão           |
| 45 | Israele (bandiera) | P     | Glenn Alvin      |
| 77 | Israele (bandiera) | P     | Roee Fucs        |
| 89 | Ucraina (bandiera) | P     | Heorhij Jermakov |
| 99 | Serbia (bandiera)  | A     | Đorđe Jovanović  |

## Rose delle stagioni precedenti
- 2011-2012
- 2013-2014
- 2014-2015
- 2015-2016
- 2016-2017
- 2017-2018